# Балабан Федір
Федір (Теодор) Балабан (? — 1606) — представник шляхетської родини Балабанів гербу Корчак, небіж львівського православного єпископа Гедеона Балабана. Власник маєтку (двору) в Стрятині, в якому між 1603—1607 роками перебував Памво Беринда під час своєї роботи у Стрятинській друкарні.